# Maerua angolensis
Maerua angolensis är en kaprisväxtart. Maerua angolensis ingår i släktet Maerua och familjen kaprisväxter.

## Underarter
Arten delas in i följande underarter:
- M. a. angolensis
- M. a. socotrana
- M. a. africana